# Unzione degli infermi
L'unzione degli infermi è un rito celebrato da diverse Chiese cristiane: consiste in una preghiera che si fa per un ammalato e nell'unzione dello stesso con dell'olio, appositamente benedetto per questo uso.
La Chiesa cattolico-romana, le Chiese ortodosse e le Chiese orientali antiche la considerano un sacramento, destinato espressamente dalla Chiesa al conforto anche fisico delle persone affette da malattia, fin dai primi secoli del cristianesimo. Le pochissime Chiese evangeliche che l'hanno conservata, invece, la considerano soltanto un rituale simbolico.

Dal punto di vista etnologico e antropologico, questa unzione si configura - tra l'altro - come un tipico rito di passaggio.

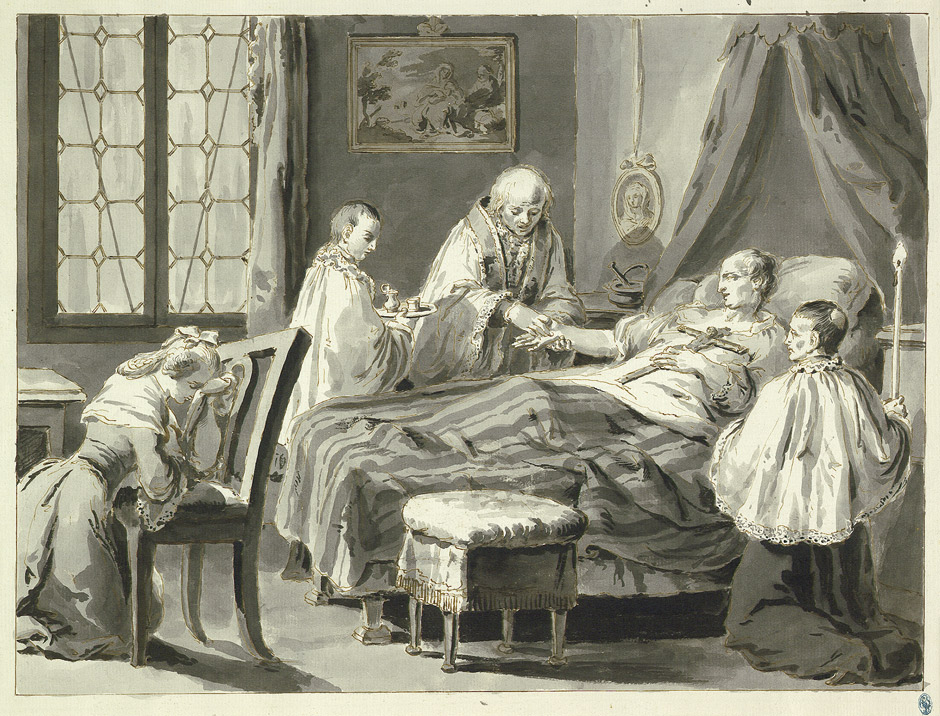
Sacramento dell'Estrema Unzione (1779), incisione di Pietro Antonio Novelli.

## Chiesa cattolica

### "Unzione degli infermi" o "Estrema unzione"?
Fino alla riforma liturgica del XX secolo, questo sacramento veniva comunemente chiamato "estrema unzione", per l'abitudine pastorale di amministrarlo solo in punto di morte o quando la malattia si presentava ormai con un esito letale. Il Catechismo della Chiesa Cattolica spiega, unitamente ai molti testi teologici di liturgia, da dove derivi questa usanza. L'origine del nome di questo sacramento "Unzione degli infermi" si trova nella lettera di Giacomo (Gc. 5,14-15): "chi è malato, chiami presso di sé i presbiteri della Chiesa ed essi preghino su di lui dopo averlo unto con olio nel nome del Signore. E la preghiera fatta con fede salverà il malato: il Signore lo solleverà e, se ha commesso peccati, gli saranno perdonati". (Bibbia CEI)

### Fondamenti scritturistici

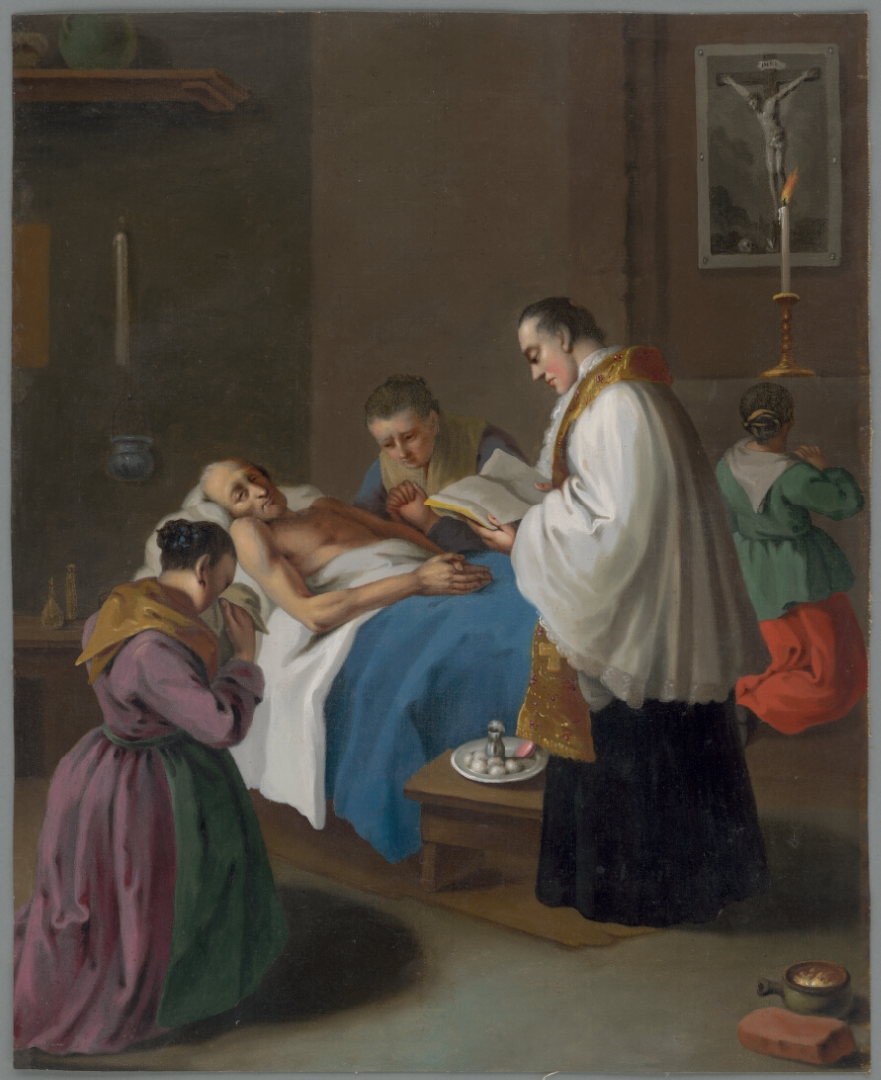
Pietro Longhi, Sacramento dell'estrema unzione, 1757 circa.

La Chiesa cattolica insegna che l'istituzione dell'Unzione risale a Gesù stesso:
- Descrivendo il primo invio missionario dei dodici apostoli da parte di Gesù, dopo che questi ha dato loro le dovute istruzioni, alcuni evangelisti narrano che i dodici

- Dopo la sua risurrezione, Gesù rinnovò il mandato missionario, includendo il comando dell'imposizione delle mani ai malati:

(Marco 16,17-18)
- L'apostolo Giacomo, nella sua lettera, avrebbe trasmesso alla Chiesa cristiana cui si rivolgeva un insegnamento proveniente da Gesù stesso:

(Giacomo 5,14-15)

### Evoluzione del rito
Papa Innocenzo I, nella sua lettera del 19 marzo 416, stabilì che l'olio benedetto dal vescovo potesse essere amministrato anche dai fedeli ai cristiani che non erano sottoposti a penitenza, ponendo in risalto il beneficio corporale dell'unzione, definita da Cesario d'Arles "medicina della chiesa".
Nei secoli successivi la diffusione del sacramento, raccomandata anche come sostituto cristiano a rituali e pratiche magiche, venne regolamentata da disposizioni conciliari e riservata ai vescovi e ai presbiteri.
L'8 marzo 1566 con la costituzione apostolica Super Gregem Dominicum, papa Pio V impose l'obbligo ai medici curanti di esortare i malati a confessare i loro peccati sacramentalmente, prima di qualsiasi cura. La malattia, tuttavia, non era qui intesa come punizione divina di un qualche peccato umano, sebbene lo stato di grazia che seguiva l'assoluzione sacramentale fosse considerata una condizione per potersi presentare a Dio con una preghiera efficace, ed ottenere così i benefici gratuiti richiesti di guarigione dell'anima prima della morte, e talora di guarigione del corpo.
I familiari e i parenti dell'ammalato avevano l'obbligo di informare il parroco della malattia del fedele, di esortare il malato stesso alla penitenza, così come di adornare la sua stanza da letto con acqua benedetta, oggetti e immagini sacre cui il malato fosse devoto.
La Chiesa cattolico-romana dispensava anche diverse indulgenze ai fedeli coinvolti nell'amministrazione del sacramento e in generale nella visita ai morenti (ai quali si amministrava anche l'ultima comunione eucaristica, o viatico):
Chi recita in propria casa un Pater e un Ave secondo le intenzioni del Sommo Pontefice, cento giorni d'Indulgenza. Queste indulgenze furono confermate da Clemente X il 23 aprile 1676; e per concessione di Benedetto XIV al 13 settembre 1749, sono applicabili  [alle anime] dei defunti»
(G.Riva, Manuale di Filotea, ed.ne 1860)

### Dottrina e prassi attuale
Il Concilio Vaticano II (1962-1965) così la definisce:
Con la sacra unzione degli infermi e la preghiera dei sacerdoti, tutta la Chiesa raccomanda gli ammalati al Signore sofferente e glorificato, perché alleggerisca le loro pene e li salvi, anzi li esorta ad unirsi spontaneamente alla passione e morte di Cristo, per contribuire così al bene del popolo di Dio (LG 11)
La Costituzione apostolica Sacram Unctionem Infirmorum (30 novembre 1972), in linea con il Concilio Vaticano II ha stabilito che:
Il sacramento dell'unzione degli infermi viene conferito ai malati in grave pericolo, ungendoli sulla fronte e sulle mani con olio debitamente benedetto – olio di oliva o altro olio vegetale – dicendo una sola volta:
"Per questa santa unzione e per la sua piissima misericordia ti aiuti il Signore con la grazia dello Spirito Santo e, liberandoti dai peccati, ti salvi e nella sua bontà ti sollevi".
Oggi il sacramento dell'unzione dei malati è visto nella luce della vicinanza di Cristo al malato e al sofferente.
Ministri del sacramento sono il vescovo e il presbitero. Il sacramento, pertanto, è invalido se viene amministrato da un diacono o da un laico perché richiede la confessione e l'assoluzione dei peccati prima che venga distribuita l'eucaristia: diaconi e laici, infatti, non hanno il potere di confessare e di rimettere i peccati.
Il Compendio del catechismo della Chiesa cattolica afferma: "Questo Sacramento consente talvolta, se Dio lo vuole, anche il recupero della salute fisica". Il Catechismo elenca tra gli effetti del sacramento "il recupero della salute, se ciò giova alla salvezza spirituale".
La Chiesa cattolica lo amministra a chi, malato gravemente, è ancora capace di intendere e volere e così rafforzare la sua fede.
La Chiesa accetta la celebrazione comunitaria, nella quale la comunità cristiana intera prega per i suoi membri malati.

## Altre Chiese cristiane
La Chiesa ortodossa, le Chiese orientali antiche tra cui quella copta e la Chiesa vetero-cattolica considerano l'unzione come un vero e proprio sacramento.
Anche altre Chiese cristiane, come quella anglicana e alcune Chiese protestanti tra cui quella luterana, praticano l'unzione come gesto puramente simbolico che traduce in un linguaggio corporeo la preghiera per il malato, ma non le attribuiscono alcun valore sacramentale.

### Chiesa ortodossa
L'unzione degli infermi è un sacramento (o mistero) che la Chiesa ortodossa amministra sin dai tempi degli apostoli alle persone malate nell'anima o nel corpo, come confermato in Gc 5,14-15. 

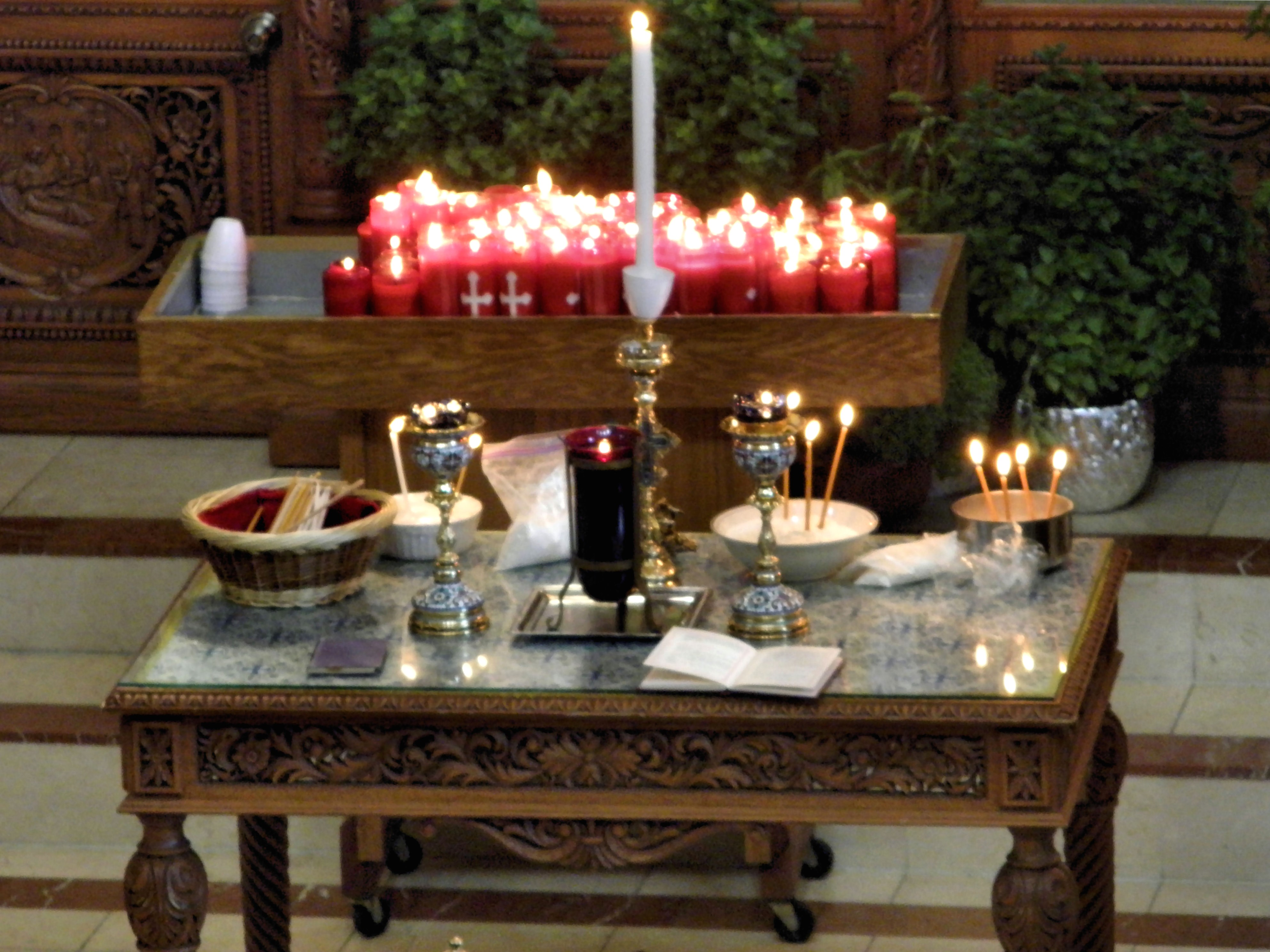
L'occorrente per il sacramento dell'unzione in una chiesa di rito bizantino.

Secondo la tradizione, dovrebbero essere presenti sette presbiteri a celebrare il rituale, ungendo l'ammalato in diverse parti del corpo, ma solitamente un solo presbitero amministra l'unzione. Viene celebrato in chiesa soprattutto durante la Quaresima, in giorni diversi in base alla tradizione locale: la Chiesa ortodossa greca lo celebra il mercoledì della Settimana santa, quella russa nelle domeniche, quella rumena i venerdì sera. Su richiesta dei fedeli, il sacramento può essere celebrato anche in casa, soprattutto se per persone molto malate oppure morenti.
Vengono posti su un tavolino di fronte l'altare l'olio e, secondo il rito bizantino, anche del grano e del vino, che viene mischiato con l'olio. I presbiteri pregano affinché lo Spirito santo scenda a consacrare l'olio, donando ai fedeli, pentiti dei propri peccati, la salute del corpo e dell'anima, e la remissione dei peccati.
Vengono letti passi dalle lettere degli apostoli e dai Vangeli, per ricordare ai fedeli le guarigioni operate da Cristo. Successivamente i fedeli vengono unti sette volte, sulla fronte, sulle mani, sulle guance, sul collo (spesso ciò non avviene, e il presbitero si limita ad ungere la fronte e le mani).
Dopo un'ultima lettura di brani evangelici, i presbiteri pregano sui fedeli, ponendo loro sul capo l'epitrakilion (equivalente della stola latina), per la remissione dei loro peccati e la salute dell'anima e del corpo.
Il sacramento non può essere amministrato ai fedeli non ortodossi.

### Chiesa cattolica greca
Fino al XVIII secolo, in alcuni riti della chiesa greca l'olio santo non era benedetto soltanto dal vescovo, ma anche dal presbitero, e l'unzione poteva essere amministrata da una pluralità di sacerdoti anziché da un singolo sacerdote.